# Värmdö-Evlinge
Värmdö-Evlinge is een plaats in de gemeente Värmdö in het landschap Uppland en de provincie Stockholms län in Zweden. De plaats heeft 482 inwoners (2005) en een oppervlakte van 124 hectare.